# Список премьер-министров Бурунди
Список премьер-министров Бурунди включает лиц, возглавлявших правительство страны с момента создания в 1961 году поста премьер-министра Королевства Бурунди.
В настоящее время правительство страны возглавляет Премьер-министр (рунди Umushikiranganji wa Mbere, фр. Premier Ministre), чьё положение в системе государственной власти определяет конституция, обнародованная в 2005 году. Посвящённые главе правительства статьи 129—142 устанавливают, что премьер-министра назначает президент и поручает ему сформировать состав кабинета министров. Премьер-министр председательствует на заседаниях правительства, координирует и контролирует его деятельность, распределяет полномочия между членами кабмина, следит за функционированием государственных служб, подписывает постановления правительства и приступает к их исполнению.
Использованная в первом столбце таблиц нумерация является условной; также условным является использование в первом столбце цветовой заливки, служащей для упрощения восприятия принадлежности лиц к различным политическим силам без необходимости обращения к столбцу, отражающему партийную принадлежность. Ввиду особенности социально-политического устройства бурундийского общества после имени на русском языке указаны надстрочные знаки «Т» и «Х», означающие принадлежность лиц к общностям тутси и хуту соответственно. Для удобства список разделён на принятые в историографии периоды истории страны. Приведённые в преамбулах к каждому из разделов описания этих периодов призваны пояснить особенности её политической жизни.

## Королевство Бурунди (1961—1966)
Пост премьер-министра как главы правительства Бурунди был создан в январе 1961 года. 1 июля 1962 года, в соответствии с решением ООН, бельгийская опека над Руандой-Урунди была прекращена, и была провозглашена независимость Королевства Бурунди (рунди Ingoma y'Uburundi, фр. Royaume du Burundi). Политическое доминирование в стране закрепилось за представителями этнической группы тутси. В 1966 году в результате военного переворота монархия была упразднена и провозглашена Республика Бурунди.
|        | Портрет | Имя (годы жизни)                                               | Полномочия       | Полномочия       | Партия                        | Пр.           |
| Начало | Портрет | Имя (годы жизни)                                               | Окончание        |                  | Партия                        | Пр.           |
| ------ | ------- | -------------------------------------------------------------- | ---------------- | ---------------- | ----------------------------- | ------------- |
| 1      |         | Жозеф СимпайеХ (1932—1972) рунди и фр. Joseph Cimpaye          | 26 января 1961   | 28 сентября 1961 | Союз народных партий          | [ 4 ]         |
| 2      |         | Луи РвагасореТ (1932—1961) рунди и фр. Louis Rwagasore         | 28 сентября 1961 | 13 октября 1961  | Союз за национальный прогресс | [ 5 ] [ 6 ]   |
| 3      |         | Андре МухирваТ (1920—2003) рунди и фр. André Muhirwa           | 20 октября 1961  | 10 июня 1963     | Союз за национальный прогресс | [ 7 ] [ 6 ]   |
| 4 (I)  |         | Пьер НгендандумвеХ (1930—1965) рунди и фр. Pierre Ngendandumwe | 18 июня 1963     | 6 апреля 1964    | Союз за национальный прогресс | [ 8 ] [ 6 ]   |
| 5 (I)  |         | Альбин НьямойяХ (1924—2001) рунди и фр. Albin Nyamoya          | 6 апреля 1964    | 7 января 1965    | Союз за национальный прогресс | [ 9 ] [ 10 ]  |
| 4 (II) |         | Пьер НгендандумвеХ (1930—1965) рунди и фр. Pierre Ngendandumwe | 7 января 1965    | 15 января 1965   | Союз за национальный прогресс | [ 8 ] [ 6 ]   |
| и. о.  |         | Пье МасумбукоТ (1931—) рунди и фр. Pié Masumbuko               | 15 января 1965   | 26 января 1965   | Союз за национальный прогресс | [ 11 ] [ 12 ] |
| 6      |         | Жозеф БаминаХ (1925—1965) рунди и фр. Joseph Bamina            | 26 января 1965   | 30 сентября 1965 | Союз за национальный прогресс | [ 13 ] [ 14 ] |
| 7      |         | Леопольд БиаТ (1919—2003) рунди и фр. Léopold Biha             | 13 октября 1965  | 8 июля 1966      | Союз за национальный прогресс | [ 15 ] [ 16 ] |
| 8      |         | Мишель МичомбероТ (1940—1983) рунди и фр. Michel Micombero     | 11 июля 1966     | 28 ноября 1966   | Союз за национальный прогресс | [ 17 ] [ 18 ] |

## Республика Бурунди (с 1966)
8 июля 1966 года наследный принц Шарль Ндизейе при поддержке армии во главе с полковником Мишелем Мичомберо сверг своего отца и 1 сентября взошёл на престол под именем Нтаре V. Мичомберо занял пост премьер-министра, однако уже 28 ноября совершил новый переворот, провозгласил страну Республикой Бурунди (рунди Repuburika y'Uburundi, фр. République du Burundi) и стал её первым президентом в качестве главы государства и правительства (должность премьер-министра упразднялась). Единственной легальной партией стал Союз за национальный прогресс (УПРОНА). В 1972 году монархисты-тутси при поддержке хуту предприняли неудачную попытку переворота, в ходе подавления которой погибло от 80 до 200 тысяч человек (преимущественно хуту). Более 120 тысяч хуту стали беженцами. Эти события рассматриваются как геноцид. В 1974 году была принята новая конституция, но уже в 1976 году Мичомберо был свергнут Жаном-Батистом Багазой, создавшим Верховный революционный совет. Он провёл экономические реформы и ограничил деятельность церкви. В 1980 году власть перешла к Центральному комитету УПРОНА, а в 1984 году Багаза был переизбран президентом.
3 сентября 1987 года произошёл бескровный переворот, и к власти пришёл майор Пьер Буйоя. В 1988 году после этнических столкновений он предоставил хуту большинство мест в правительстве, возглавленном премьер-министром. 1 июня 1993 года состоялись первые демократические выборы президента, на которых победил хуту Мельхиор Ндадайе, но уже в октябре он был убит в результате попытки переворота, что привело к гражданской войне. В феврале 1994 года президентом стал Сиприен Нтарьямира, погибший в апреле в авиакатастрофе с президентом Руанды, что вызвало новую волну насилия. 25 июля 1996 года произошёл очередной военный переворот, и Буйоя вернулся к власти. Он назначил премьер-министром хуту Паскаля Ндимиру. УПРОНА снова стал единственной партией, но уже в сентябре запрет на деятельность политических партий был снят. Международное сообщество осудило переворот и ввело санкции. 6 июня 1998 года была принята временная конституция, восстановившая парламент, но Буйоя остался президентом в качестве главы государства и правительства.
Президент начал переговоры с оппозицией, и в 2000 году было достигнуто согласие по основным вопросам, а 23 июля 2001 года — подписано соглашение об основных принципах политического устройства, на основании которого 28 октября 2001 года Национальное собрание утвердило новую временную конституцию. Буйоя остался президентом, вице-президентом стал хуту Домисьен Ндайизейе, которому спустя 18 месяцев передали власть. В 2002—2003 годах велись переговоры с повстанцами, завершившиеся соглашением с Национальным советом защиты демократии — Силами в защиту демократии (КНДД—ФДД). Представители КНДД—ФДД вошли в коалиционное правительство. В 2004 году была принята новая конституция. В 2005 году КНДД—ФДД победил на муниципальных и парламентских выборах, а её лидер Пьер Нкурунзиза был избран президентом. В соответствии с конституцией 2018 года пост премьер-министра был восстановлен, однако кандидатура нового главы правительства была предложена президентом только в июне 2020 года после победы на президентских выборах Эвариста Ндайишимийе.
| | Портрет | Имя (годы жизни) | Полномочия | Полномочия | Партия | Пр. | |
| Начало | Портрет | Имя (годы жизни) | Окончание | | Партия | Пр. | |
| С 28 ноября 1966 года по 15 июля 1972 года — должность упразднена (правительство подчинено непосредственно президенту Бурунди)     | С 28 ноября 1966 года по 15 июля 1972 года — должность упразднена (правительство подчинено непосредственно президенту Бурунди) | С 28 ноября 1966 года по 15 июля 1972 года — должность упразднена (правительство подчинено непосредственно президенту Бурунди) | С 28 ноября 1966 года по 15 июля 1972 года — должность упразднена (правительство подчинено непосредственно президенту Бурунди) | С 28 ноября 1966 года по 15 июля 1972 года — должность упразднена (правительство подчинено непосредственно президенту Бурунди) | С 28 ноября 1966 года по 15 июля 1972 года — должность упразднена (правительство подчинено непосредственно президенту Бурунди) | С 28 ноября 1966 года по 15 июля 1972 года — должность упразднена (правительство подчинено непосредственно президенту Бурунди) | С 28 ноября 1966 года по 15 июля 1972 года — должность упразднена (правительство подчинено непосредственно президенту Бурунди) |
| --- | --- | --- | --- | --- | --- | --- | --- |
| 5 (II) | | Альбин НьямойяХ (1924—2001) рунди и фр. Albin Nyamoya                                                                          | 15 июля 1972 | 5 июня 1973 | Союз за национальный прогресс                                                                                                  | [ 9 ] [ 10 ] | |
| С 5 июня 1973 года по 12 ноября 1976 года — должность упразднена (правительство подчинено непосредственно президенту Бурунди)      | | | | | | | |
| 9 | | Эдуар НзамбиманаТ (1945—2015) рунди и фр. Édouard Nzambimana                                                                   | 12 ноября 1976 | 13 октября 1978 | Союз за национальный прогресс                                                                                                  | [ 21 ] [ 16 ] | |
| С 13 октября 1978 года по 19 октября 1988 года — должность упразднена (правительство подчинено непосредственно президенту Бурунди) | | | | | | | |
| 10 | | Адриен СибоманаХ (1953—) рунди и фр. Adrien Sibomana                                                                           | 19 октября 1988 | 10 июля 1993 | Союз за национальный прогресс                                                                                                  | [ 22 ] [ 16 ] | |
| 11 | | Сильви КинигиТ (1953—) рунди и фр. Sylvie Kinigi                                                                               | 10 июля 1993 | 7 февраля 1994 | Союз за национальный прогресс                                                                                                  | [ 23 ] [ 24 ] | |
| 12 | | Анатоль КаньенкикоТ (1952—) рунди и фр. Anatole Kanyenkiko                                                                     | 7 февраля 1994 | 22 февраля 1995 | Союз за национальный прогресс                                                                                                  | [ 25 ] | |
| 13 | | Антуан НдувайоТ (1942—) рунди и фр. Antoine Nduwayo                                                                            | 22 февраля 1995 | 31 июля 1996 | Союз за национальный прогресс                                                                                                  | [ 26 ] | |
| 14 | | Паскаль-Ферме НдимираХ (1956—) рунди и фр. Pascal-Firmin Ndimira                                                               | 31 июля 1996 | 12 июня 1998 | Союз за национальный прогресс                                                                                                  | [ 27 ] | |
| С 12 июня 1998 года по 24 июня 2020 года — должность упразднена (правительство подчинено непосредственно президенту Бурунди)       | | | | | | | |
| 15 | | Ален-Гийом БуньониХ (1972—) рунди и фр. Alain-Guillaume Bunyoni                                                                | 24 июня 2020 | 7 сентября 2022 | Национальный совет защиты демократии — Силы в защиту демократии                                                                | [ 20 ] | |
| 16 | | Жерве НдиракобукаХ (1970—) рунди и фр. Gervais Ndirakobuca                                                                     | 7 сентября 2022 | 5 августа 2025 | Национальный совет защиты демократии — Силы в защиту демократии                                                                | [ 28 ] | |
| 17 | | Нестор НтахонтуйеХ (1978—) рунди и фр. Nestor Ntahontuye                                                                       | 5 августа 2025 | действующий | Национальный совет защиты демократии — Силы в защиту демократии                                                                | [ 29 ] | |